# Neopterocomma asiphum
Neopterocomma asiphum är en insektsart som beskrevs av Hille Ris Lambers 1935. Neopterocomma asiphum ingår i släktet Neopterocomma och familjen långrörsbladlöss. Inga underarter finns listade i Catalogue of Life.